# オオダイコンソウ
オオダイコンソウ（大大根草、学名：Geum aleppicum）はバラ科ダイコンソウ属 の多年草。

## 特徴
植物体全体に開出する粗い毛が密生する。茎は直立し、高さは60-100cmになり、上部は分枝する。根出葉は有柄の奇数羽状複葉で、頂小葉は大きく、長さ5-10cmになる菱状円形で浅く3裂し、鋭頭、基部はくさび形からときに円形のものもあり、縁の歯牙は不ぞろいで先はとがる。側小葉は2-5対あり、小さな付属小葉片がまじる。茎の上部につく葉は3個の小葉からなり、先はとがり基部はくさび形となる。基部に大きく広い托葉があり、縁に粗い歯牙がある。
花期は7-9月。まばらに分枝した茎先に径15-20mmになる黄色の花を1個ずつつける。小花柄に短い毛が密生するほか、開出する長い毛がはえる。萼裂片は5個で花時に下向きに反り返り、副萼片5個は萼片と互生する。花弁は5個で平開し、雄蕊と雌蕊は多数ある。集合果は長さ約2cmになる倒卵形で、痩果は紡錘形となり、粗い毛があり、先がＳ字状に曲がる。

## 分布と生育環境
日本では、北海道、本州中部地方以北に分布し、山地の草原などに生育する。世界では、東ヨーロッパからシベリア、中国大陸、朝鮮半島、サハリンにかけて広く分布する。

## 下位分類
- ヤエオオダイコンソウ Geum aleppicum Jacq. f. plenum Miyabe ex T.Inoue[5]

## ギャラリー
- 茎葉の基部にある托葉は広く大きい。
- まばらに分枝した先に1個の花をつける。
- 根出葉。
- 倒卵形になる集合果。
- ヤエオオダイコンソウ